# Para llenarme de ti
«Para llenarme de ti»  fue el primer sencillo del primer disco de Ramón, Es Así. El sencillo fue lanzado en abril de 2004, mientras que el álbum se puso a la venta oficialmente el 24 de abril de ese mismo año. La canción representó a España en el Festival de la Canción de Eurovisión 2004 celebrado en Estambul, Turquía, donde quedó en 10.ª posición con 87 puntos.

## Listas

### Semanales
| País   | Lista                      | Primera semana      | Posición de ingreso | Mejor posición | Semanas en la mejor posición | Semanas en la lista | Última semana      | Ref.  |
| ------ | -------------------------- | ------------------- | ------------------- | -------------- | ---------------------------- | ------------------- | ------------------ | ----- |
| España | Top 20 Físico (Promusicae) | 11 de abril de 2004 | 2                   | 1              | 1                            | 9                   | 6 de junio de 2004 | [ 1 ] |